# 알베르트 리에라
알베르트 리에라 오르테가(Albert Riera Ortega, 1982년 4월 15일 ~ )는 스페인의 전 축구 선수이다. 포지션은 윙어, 왼쪽 수비수이다.
리에라는 RCD 마요르카의 2군 출신으로, 2000년 RCD 마요르카에서 데뷔하였다. 2002-03 시즌 코파 델 레이에선 팀의 우승에 공헌하였으며, 2003-04 시즌에는 FC 지롱댕 드 보르도로 이적해 2시즌 동안 주전 선수로 활약하였다.
2003-04 시즌에는 스페인의 RCD 에스파뇰로 이적하였고, 맨체스터 시티에 임대되어 15경기를 뛰었다. 에스파뇰에 돌아와선 주전을 차지하였고, 2006-07 시즌에는 팀이 UEFA컵에서 준우승하는 데에 원동력이 되었다. 2008-09 시즌부터는 리버풀 FC로 이적하였고, 이적금은 800만 파운드였다.
스페인 대표팀에선 2007년 10월 13일 덴마크와의 경기에서 데뷔하였고, 유로 2008 예선도 포함해 5경기에 출전했지만, 유로 2008 대표팀 명단에선 제외되었다. 2010년 그리스의 올림피아코스 FC로 이적하였다.